# Hellmuth Walter
Hellmuth Walter (ur. 26 kwietnia 1900, zm. 16 grudnia 1980) – niemiecki inżynier, pionier w dziedzinie badań nad silnikami rakietowymi i turbinami gazowymi. Zaprojektował silniki do samolotów Messerschmitt Me 163 i Bachem Ba 349, rakietowe systemy wspomagające start, oraz autonomiczne systemy napędowe okrętów podwodnych.

## Młodość; koncepcja silnika rakietowego
Naukę rozpoczął jako ślusarz w Hamburgu. W 1921 rozpoczął studia inżynierskie w Instytucie Technicznym w Hamburgu, których nie ukończył. Rozpoczął pracę w stoczni Stettiner Maschinenbau AG Vulcan. Pracował nad udoskonaleniem wewnętrznej komory spalania silników spalinowych. Doszedł do wniosku, że silnik napędzany paliwem bogatym w tlen, nie potrzebuje zewnętrznego zaopatrzenia w tlen z atmosfery lub zbiorników. Odkrycie to miało istotne znaczenie dla napędu okrętów podwodnych i torped. Badania dowiodły, że nadtlenek wodoru był odpowiednim paliwem. W obecności katalizatora rozpadał się gwałtownie na tlen i parę wodną wydzielając wysoką temperaturę. Ciepło reakcji powodowało rozszerzanie się gazów, co mogło być użyte jako źródło ciśnienia. Dodanie innego rodzaju paliwa do gorącej mieszanki gazów powodowało spalanie i dostarczało dodatkowej porcji energii. Walter opatentował swoje odkrycie w 1925.

## Napęd okrętów podwodnych
W 1934 założył własną firmę: Hellmuth Walter Kommanditgesellschaft (HWK), gdzie kontynuował prace badawczo-rozwojowe nad napędem nowego rodzaju. W tym samym roku zainteresował swoim silnikiem turbinowym Oberkommando der Kriegsmarine (OKM). W 1937 przedstawił plany Karlowi Dönitzowi. W 1939 rozpoczęto budowę niewielkiej, testowej łodzi podwodnej oznaczonej jako V-80. W 1940, podczas pokazu łódź z silnikiem Waltera osiągnęła prędkość 23 węzłów w zanurzeniu, dwa razy większą od możliwej do osiągnięcia przez ówczesne okręty podwodne. Pomimo sukcesu, trudności związane z produkcją, zaopatrzeniem i zapewnieniem bezpieczeństwa przy stosowaniu nadtlenku wodoru spowodowały, że silnik Waltera nie znalazł szerokiego zastosowania. Wyprodukowano zaledwie kilka okrętów podwodnych. Żaden z nich nie został użyty bojowo.

## Napęd samolotów
Równolegle do badań nad silnikami turbinowymi, Walter pracował nad silnikami rakietowymi do napędu samolotów. Gazy powstałe w wyniku rozpadu nadtlenku wodoru mogły być wyrzucane bezpośrednio przez dyszę, co zapewniało znaczny ciąg. Zespół badawczy Wernhera von Brauna, pracujący nad rakietami typu V, wykazał zainteresowanie odkryciem Waltera. W 1936 rozpoczęto instalowanie silników rakietowych do samolotów. Rezultaty eksperymentów Brauna zainteresowały przedstawicieli niemieckiego przemysłu lotniczego m. in Heinkla i Messerschmitta. W 1939 Heinkel He 176 został pierwszym samolotem napędzanym silnikiem zasilanym wyłącznie przez ciekłe paliwo rakietowe. Przełom stanowiła konstrukcja Messerschmitt Me 163, która była połączeniem silnika rakietowego Waltera i płatowca Alexandra Lippischa. W okresie II wojny światowej silniki Waltera stawały się mocniejsze i doskonalsze. Zastosowano wtrysk paliwa do gorącej mieszanki gazów powstałych na skutek rozpadu nadtlenku wodoru, oraz dodano drugą komorę spalania w celu lepszej kontroli nad silnikiem. W 1945 Walter został odznaczony Krzyżem Żelaznym.

## Po wojnie
Po zakończeniu wojny wszystkie materiały badawcze Waltera zostały przejęte przez wojska brytyjskie, a sam Walter i jego współpracownicy przewiezieni do Wielkiej Brytanii, gdzie pracowali dla Royal Navy. Przy współpracy Waltera Brytyjczycy podnieśli zatopiony U-1407 z jego napędem i wcielili do służby jako HMS "Meteorite". Royal Navy zbudowała jeszcze dwa okręty podwodne z napędem Waltera. Ostatecznie projekt został zarzucony po zbudowaniu reaktora atomowego.
W 1948 Walter wrócił do Niemiec, a w 1950 wyemigrował do USA i rozpoczął pracę w Worthington Corporation w Harrison.